# 십계 (1989년 영화)
《십계》(폴란드어: Dekalog, 영어: The Decalogue)는 폴란드에서 제작된 크쉬슈토프 키에실로프스키 감독의 1988년 드라마 영화이다. 마야 코모로프스카 등이 주연으로 출연하였다.

## 출연

### 주연
- 마야 코모로브스카
- 아르투르 바르시스
- 예르지 스투
- 즈비그니브 자마코브스키
- 올라프 루바젠코

### 조연
- 크리스티나 얀다
- 알렉산더 바르디니
- 올기에르드 루카스제빅즈
- 아르투르 바르시스